# Suicide (luchador)
Suicide (actualmente conocido como Manik) es un gimmick o personaje de lucha libre profesional usado por la empresa Total Nonstop Action Wrestling (TNA). El personaje ha sido interpretado por los luchadores Kazarian, Akira Raijin, Crazy Steve,T.J. Perkins y Austin Aries. El personaje debutó en la TNA en diciembre de 2008. El personaje de Suicide está basado en el personaje protagonista del videojuego oficial de TNA, TNA Impact.
Entre sus logros destacan tres reinados como Campeón de la División X de la TNA, el primero cuando era interpretado por Daniels y Kazarian y el segundo y tercero cuando era interpretado por Perkins.

## Carrera

### Total Nonstop Action Wrestling/Impact Wrestling

#### 2008-2011
Durante varios episodios de Impact! desde el 14 de agosto de 2008, empezó a aparecer durante los vídeos las palabras "whoissuicide.com" como mensaje subliminal. En la web, se veía como Suicide era interpretado por un personaje real e iba a debutar en la TNA. En Final Resolution, Suicide hizo su debut atacando a Chris Sabin y Alex Shelley durante una promo suya, siendo presentado como el guardaespaldas de Jim Cornette. En Destination X, Suicide, siendo interpretado por Christopher Daniels, ganó el Campeonato de la División X al ganar en una Ultimate X match al excampeón Shelley, Sabin, Consequences Creed y Jay Lethal. El 14 de mayo de 2009, después de semanas de que Shelley, Sabin, Lethal y Creed le acusaran a Daniels de ser Suicide, le empezaron a atacar, siendo ayudado por Daniels. También participó en un torneo por ser el contendiente número uno por los Campeonato Mundial en Parejas de la TNA junto a Amazing Red, pero perdió a causa de una interferencia de The Motor City Machine Guns. Tras esto, Suicide peleó contra Daniels en Sacrifice, reteniendo Suicide después de un polémico final. En Slammiversary, Suicide retuvo de nuevo su título ante Shelley, Sabin, Lethal, and Creed en un King of the Mountain, pero el 16 de julio lo perdió ante Homicide después de que canjeara su maletín del "Feast or Fired" con una oportunidad por dicho título. Después de desaparecer durante unas semanas, Suicide hizo su regreso en Hard Justice, compitiendo en un Steel Asylum match contra Daniels, Shelley, Sabin, Lethal, Creed, Red y el debutante D'Angelo Dinero. Daniels ganó la lucha, ya que Dinero atacó a Suicide, empezando ambos un feudo. El 20 de agosto Suicide atacó a Dinero después de su lucha contra Consequences Creed. El 17 de septiembre Dinero derrotó a Suicide en una lucha normal y en No Surrender le derrotó de nuevo en un Falls Count Anywhere match. La siguiente semana terminaron su feudo, derrotando Suicide a Dinero en una Street match. En Bound for Glory participó en una lucha por el Campeonato de la División X de Amazing Red contra Red, Shelley, Sabin, Homicide y Daniels, reteniendo Red el título. El 15 de octubre empezó un feudo con Homicide cuando le robó su traje, diciendo que conocía su identidad. Durante las semanas previas a Final Reoslution, D'Angelo Dinero le propuso unirse a su equipo, compuesto por Dinero, Hernandez y Matt Morgan, contra el equipo de Team 3D, Rhino y Jesse Neal, a lo que Suicide aceptó. En Final Resolution, el equipo de Morgan, Dinero, Hernandez y Suicide derrotó al de Team 3D, Rhyno y Neal, siendo Suicide el segundo eliminado de su equipo.
Tras esto, a mediados de febrero de 2010, Kaz regresó como luchador, siendo Suicide interpretado por Akira Raijin, pero estuvo inactivo hasta las grabaciones de Xplosion, el 14 de junio, donde fue derrotado por Magnus. Después de unas cuantas luchas en Xplosion, el personaje de Suicide fue retirado el 13 de octubre de 2010. A principios de febrero de 2011 se anunció que Suicide regresaba a TNA, siendo interpretado por Christopher Daniels. Tuvo su primera lucha el 7 de abril en Impact!, enfrentándose junto a Brian Kendrick y Chris Sabin a Jeremy Buck, Max Buck & Robbie E, ganando los primeros. En junio de 2011, su ficha volvió a ser retirada de la página web de TNA, aunque unas semanas después volvería su ficha a la página web de TNA, pero volvió a ser retirada el 13 de octubre.

#### 2013-2016
Después de dos años de inactividad, la TNA publicó una encuesta para elegir al luchador que lucharía en un combate por un combate por el título de la División X. Las opciones eran Sabian, Rockstar Spud y Suicide. El 9 de mayo de 2013, se emitieron unos vídeos anunciando el regreso de Suicide, siendo él el ganador. Suicide regresó interpretado por TJ Perkins el 22 de mayo de 2013, derrotando a Petey Williams y Joey Ryan. En Slammiversary XI obtuvo una lucha por el Campeonato de la División X contra Kenny King y Chris Sabin en un Ultimate X Match, lucha que ganó Sabin. El 1 de agosto en el Match of Champions Manik se enfrentó a Chris Sabin pero fue derrotado.El 19 de septiembre, Manik se enfrentó a Jeff Hardy perdiendo el combate. Después del combate Jeff Hardy y Chris Sabin le dieron la mano en señal de respeto.Pero inmediatamente después, fue atacado por este último, cambiando Sabin a Heel pero fue salvado por Jeff Hardy. Tras esto, empezó un feudo con él. Tras esto se pactó un combate por el Campeonato de la División X de TNA en donde Manik derrotó a Chris Sabin reteniendo el título. Sin embargo después del combate, volvió a ser atacado por él, siendo salvado por Austin Aries. El 3 de octubre derrotó junto a Jeff Hardy a Kenny King & Sabin. Tras el combate, Sabin atacó a su equipo hasta que Aries volvió a salvarle, pactándose una lucha en Bound for Glory (2013) por el título en un Ultimate X match entre Manik, Sabin, Hardy y Aries (más adelante se incluiría a Samoa Joe). Sin embargo, el combate fue ganado por Sabin. El 2015 lucho al lado del Hijo del Perro Aguayo en México contra Tigre uno y Rey Mysterio jr lucha en la que además de perderla el Hijo del Perro Aguayo murió.
Reaparecería el 9 de marzo en Lockdown donde fue derrotado por Tigre Uno y posteriormente en Slammiversary XII con su nombre antiguo de "Manik", se enfrentaría contra Tigre Uno, Crazzy Steve, Eddie Edwards, Davey Richards y el campeón Sanada por el Campeonato de la División X donde perdió. En Impact Wrestling: Destination X volvió a perder esta vez frente a Low Ki donde también participó DJ Z para clasificar hacia el vacante del campeonato de la División X. En Impact Wrestling: No Surrender que tuvo lugar el 17 de septiembre de 2014, intervino en la lucha de Samoa Joe y Homicide atacando a ambos en compañía de James Storm y The Great Sanada cambiando a heel donde se presentó con un nuevo atuendo.

#### 2020-presente
El personaje de Suicide regresó a Impact Wrestling el 24 de marzo de 2020, atacando a Moose después de su combate contra Chase Stevens.
Comenzando el 2021, se anunció que participaría en Torneo por la Super X Cup en Génesis. En Génesis, se enfrentó a Ace Austin en la primera Ronda del Torneo por la Super X Cup, sin embargo perdió.

## En lucha
- Movimientos finales

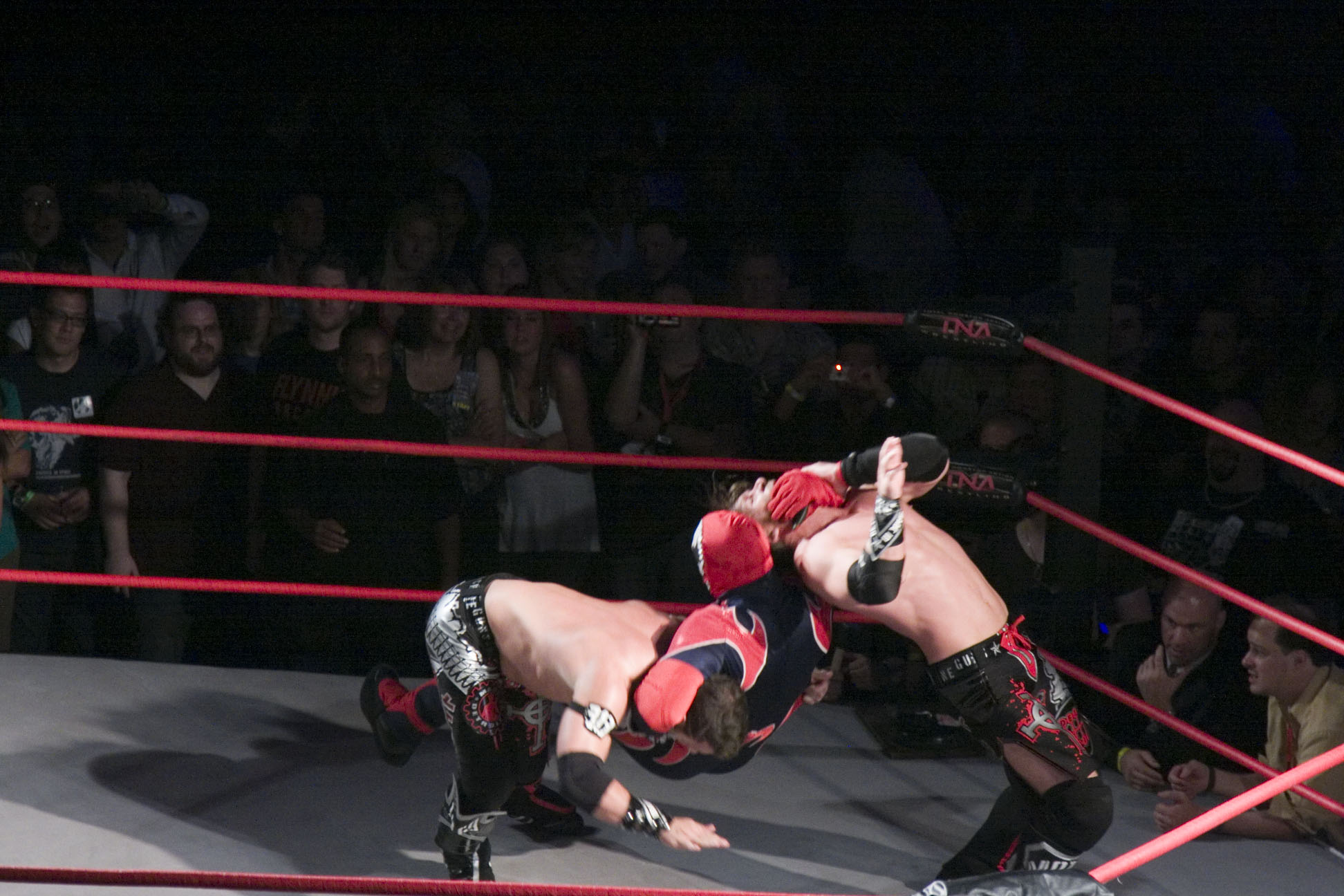
Suicide aplicando un neckbreaker/DDT simultáneos a The Motor City Machine Guns.

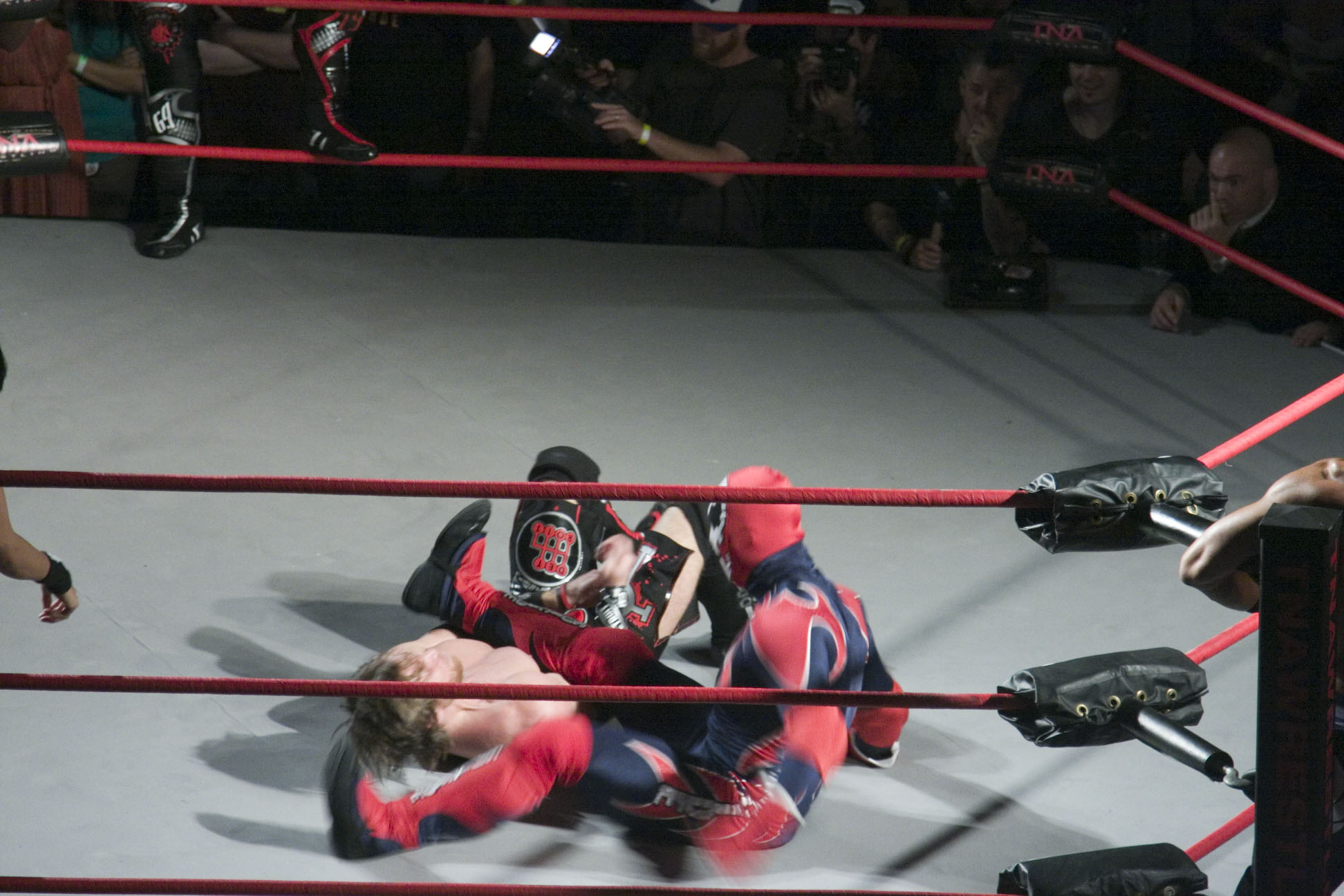
Suicide aplicándole una leg drop a Chris Sabin.

  - DOA – Dead On Arrival (Leg trap sunset flip powerbomb)[24] – 2008
  - Elevated double chickenwing dropped into a double knee gutbuster[25] – 2013–presente
  - Running double high knee to a cornered opponent's chest transitioned into a double knee facebreaker[26] – 2009
  - Rolling moonsault side slam[27] – 2009
  - Suicide Solution[28] (Overhead leg hook belly to back suplex) – 2008–2009, 2011

- Movimientos de firma
  - Belly to back suplex sitout full Nelson atomic drop
  - Swinging Russian legsweep,[29] a veces revirtiendo una patada del oponente
  - Rolling fireman's carry slam[30]
  - Running elbow smash a un oponente arrinconado
  - Dropkick,[28] a veces desde una posición elevada
  - Turnbuckle snapmare driver[26]
  - Slingshot Oklahoma roll[31]
  - Springboard back elbow[32]
  - Headbutt[28]

- Apodos
  - The Dark Savior[33]

## Campeonatos y logros

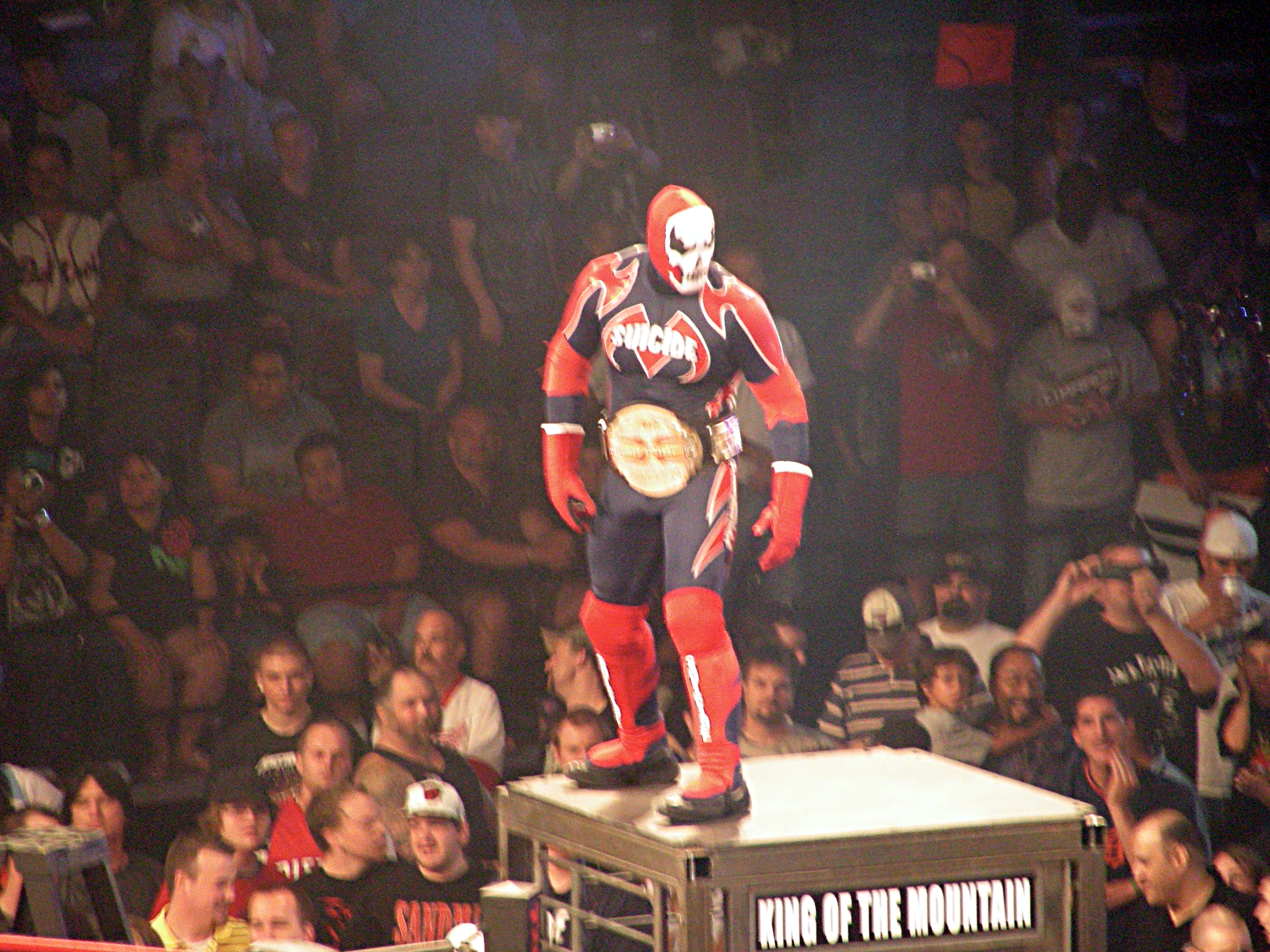
Suicide como Campeón de la División X.

- Total Nonstop Action Wrestling/Impact Wrestling
  - TNA/Impact X Division Championship (3 veces)
  - X Division King of the Mountain (2009)
- Pro Wrestling Illustrated
  - Situado en el Nº30 en los PWI 500 de 2009[34]